# Японска вишна Канзан
Японската вишна Канзан (Prunus serrulata 'Kanzan' , синоними: Prunus lannesiana 'Kanzan' , Cerasus Sato-zakura Group 'Sekiyama' Koidz, Kwanzan или Sekiyama, на японски: 関 山) е цъфтящ сорт японска вишна. Той е разработен през периода Едо в Япония в резултат на множество междувидови хибриди, базирани на черешата от Ошима (Prunus speciosa).

## Описание
Японската вишна сорт Канзан е широколистно дърво, което расте на височина между 1 и 9 метра с 8-метрова широчина. Младите дървета имат форма на ваза, която става все по-издута в зрялост. През зимата те произвеждат червени пъпки, отварящи се до 5 сантиметра в диаметър наситено розови двойни цветове. Дърветата, които обикновено се размножават чрез окулиране (присаждане на пъпка) или присаждане, предпочитат добре дренирано място при пълно слънце.
Сорта Канзан има розови листенца, за които се смята, че неочаквано са наследили характеристиките на бялата череша от Ошима. Венчелистчетата на обикновената череша от Ошима са бели, но в редки случаи венчелистчетата са леко розови поради ефекта на антоциани, биологичен пигмент, а венчелистчетата понякога са тъмнорозови поради излагане на ниска температура непосредствено преди опадането на цветята. Розовият цвят на черешата от Ошима обикновено се потиска в дивата природа, но се смята, че е възникнала мутация по време на селекционното размножаване за получаване на розови индивиди и след това е произведен сорта Канзан.

## Разпространение
Канзан е най-популярният японски сорт черешово дърво за гледане на черешов цвят в Европа и Северна Америка. В сравнение с череша Йошино (Prunus × yedoensis), представителен японски сорт, тя е популярна, защото расте добре дори в студени райони, малка е и лесна за засаждане в градината и има големи цветове и наситено розови листенца. В град Бон, Германия, има ред черешови дървета, където в края на 80-те години са засадени 300 дървета Канзан.

## Сортове
В западните страни са създадени сортовете „Pink Perfection“ и „Royal Burgundy“ с произход от „Канзан“.

## Вижте още
- Ханами